# O Jardineiro de Deus
O Jardineiro de Deus é um filme de drama italiano de 2013 escrito e dirigido por Liana Marabini em 2010, sobre a vida e obra de Gregor Mendel, um padre católico que viveu no Império Austro-Húngaro. O papel principal é desempenhado por Christopher Lambert. 

## Enredo
O filme mostra a vida e obra de Gregor Mendel, o pai da genética moderna, sob a perspectiva de um monge científico, um homem de oração, fé e ciência. A decoração é do Império Austro-Húngaro do século XIX. Vemos a luta de Mendel para mudar as políticas fiscais aplicadas aos mosteiros de seu país, bem como sua luta para mudar a opinião das pessoas sobre sua grande descoberta. Mendel se perguntará se é possível conciliar fé e ciência, e se sua descoberta será útil para a humanidade ou perigosa, já que poderia ser usada para fins eugênicos. Nesse sentido, sua benfeitora e amiga, a princesa Hanna von Limburg, será de grande ajuda. Mendel finalmente publica suas conclusões e vai ao Vaticano encontrar o Papa, que acolhe suas obras.

## Elenco
- Christopher Lambert como Gregor Mendel
- David Wayne Callahan como Marquês Giovanni Sala Amorini
- Steven Cree como O Rabino
- Daniela Di Muro como Federica Salina Amorini
- Anja Kruse como Erica von Baumann
- Emma Lo Bianco como Arielle
- Marco Miraglia como testemunha do duelo
- Jay Natelle como Príncipe Benedikt
- Michele Natelle como Benedikt
- Maria Pia Ruspoli como Hanna von Limburg
- Jacopo Venturiero